# Rytonawir
Rytonawir (łac. ritonavirum) – wielofunkcyjny organiczny związek chemiczny, inhibitor proteaz, lek stosowany w leczeniu zakażeń ludzkim wirusem niedoboru odporności, jako lek wzmacniający działanie innych leków przeciwretrowirusowych.

## Mechanizm działania
Rytonawir poprzez zablokowanie proteinazy HIV, zarówno HIV-1 jak i HIV-2, powoduje uwalnianie niedojrzałych postaci ludzkiego wirusa niedoboru odporności, które są niezakaźne. Rytonawir zwiększa stężenie innych inhibitorów proteazy w surowicy i powinien być stosowany jedynie jako lek wzmacniający ich działanie.

## Zastosowanie
- leczenie zakażeń ludzkim wirusem niedoboru odporności jednocześnie z innymi przeciwretrowirusowymi produktami leczniczymi u dorosłych pacjentów u dorosłych i dzieci w wieku od 2 lat[5]

Rytonawir znajduje się na wzorcowej liście podstawowych leków Światowej Organizacji Zdrowia (WHO Model Lists of Essential Medicines) (2017).
Rytonawir jest dopuszczony do obrotu w Polsce (2018).

## Działania niepożądane
Rytonawir może powodować następujące działania niepożądane u ponad 10% pacjentów:  zaburzenia smaku, parestezje wokół ust i obwodowe, ból głowy, zawroty głowy, neuropatia, świąd, wysypka, ból stawów, ból pleców, zmęczenie, zaczerwienienie skóry twarzy lub innych części ciała, uczucie gorąca.